# Blastobasis inderskella
Blastobasis inderskella é uma espécie de mariposa do gênero Blastobasis pertencente à família Coleophoridae.